# Campeonato Europeo de Halterofilia de 1999
El LXXVIII Campeonato Europeo de Halterofilia se celebró en La Coruña (España) entre el 12 y el 18 de abril de 1999 bajo la organización de la Federación Europea de Halterofilia (EWF) y la Federación Española de Halterofilia.

## Medallistas

### Masculino
| Evento  | Oro                                              | Plata                                                | Bronce                                              |
| ------- | ------------------------------------------------ | ---------------------------------------------------- | --------------------------------------------------- |
| 56 kg   | Halil Mutlu Turquía 135,0 + 160,0 = 295,0        | Adrian Jigău · Rumania · 125,0 + 152,5 = 277,5       | Ivan Ivanov Bulgaria 120,0 + 152,5 = 272,5          |
| 62 kg   | Sevdalin Minchev Bulgaria 140,0 + 175,5 = 317,5  | Leonidas Sabanis · Grecia · 145,0 + 170,0 = 315,0    | Nikolaj Pešalov · Croacia · 142,5 + 170,0 = 312,5   |
| 69 kg   | Galabin Boevski Bulgaria 160,0 + 192,5 = 352,5   | Plamen Zheliazkov Bulgaria 157,5 + 192,5 = 350,0     | Valerios Leonidis · Grecia · 150,0 + 190,0 = 340,0  |
| 77 kg   | Petar Tanev Bulgaria 157,5 + 202,5 = 360,0       | Gueorgui Markov Bulgaria 162,5 + 197,5 = 360,0       | Andrzej Kozłowski · Polonia · 162,5 + 197,5 = 360,0 |
| 85 kg   | Marc Huster · Alemania · 172,5 + 215,0 = 387,5   | Gueorgui Gardev Bulgaria 180,0 + 205,0 = 385,0       | Dursun Sevinç Turquía 170,0 + 207,5 = 377,5         |
| 94 kg   | Szymon Kołecki · Polonia · 180,0 + 225,0 = 405,0 | Akakios Kakiasvilis · Grecia · 177,5 + 225,0 = 402,5 | Bünyamin Sudaş Turquía 170,0 + 220,0 = 390,0        |
| 105 kg  | Denys Hotfrid · Ucrania · 192,5 + 227,5 = 420,0  | Mariusz Jędra · Polonia · 180,0 + 227,5 = 407,5      | Martin Tešovič · Eslovaquia · 180,0 + 225,0 = 405,0 |
| +105 kg | Ashot Danielian Armenia 202,5 + 245,0 = 447,5    | Ronny Weller · Alemania · 200,0 + 237,5 = 437,5      | Viktors Ščerbatihs Letonia 197,5 + 237,5 = 435,0    |

1. 1 2 3  Arrancada (kg) + dos tiempos (kg) = total olímpico (kg).

### Femenino
| Evento | Oro                                                          | Plata                                                | Bronce                                                |
| ------ | ------------------------------------------------------------ | ---------------------------------------------------- | ----------------------------------------------------- |
| 48 kg  | Donka Mincheva Bulgaria 77,5 + 97,5 = 175,0                  | Siika Stoeva Bulgaria 77,5 + 97,5 = 175,0            | Gemma Peris · España · 72,5 + 85,0 = 157,5            |
| 53 kg  | Izabela Dragneva Bulgaria 85,0 + 105,0 = 190,0               | Estefanía Juan Tello · España · 77,5 + 100,0 = 177,5 | Rebeca Sires Rodríguez · España · 77,5 + 95,0 = 172,5 |
| 58 kg  | Neli Yankova Bulgaria 87,5 + 107,5 = 195,0                   | Ingrid Févre Francia 85,0 + 105,0 = 190,0            | Marieta Gotfryd · Polonia · 85,0 + 102,5 = 187,5      |
| 63 kg  | Valentina Popova · Rusia · 95,0 + 117,5 = 212,5              | Ioanna Jatziioannu · Grecia · 92,5 + 117,5 = 210,0   | Guergana Kirilova Bulgaria 92,5 + 112,5 = 205,0       |
| 69 kg  | Milena Trendafilova Bulgaria 102,5 + 135,0 = 237,5           | Irina Kasimova · Rusia · 97,5 + 130,0 = 227,5        | Beata Prei · Polonia · 97,5 + 125,0 = 222,5           |
| 75 kg  | Radomíra Ševčíková · República Checa · 102,5 + 127,5 = 230,0 | Şule Şahbaz Turquía 100,0 + 125,0 = 225,0            | Karoliina Lundahl · Finlandia · 100,0 + 125,0 = 225,0 |
| +75 kg | Agata Wróbel · Polonia · 120,0 + 142,5 = 262,5               | Albina Jomich · Rusia · 117,5 + 142,5 = 260,0        | Viktoriya Rudenok · Ucrania · 107,5 + 127,5 = 235,0   |

1. 1 2 3  Arrancada (kg) + dos tiempos (kg) = total olímpico (kg).

## Medallero
| Núm. | País            | Oro | Plata | Bronce | Total |
| ---- | --------------- | --- | ----- | ------ | ----- |
| 1    | Bulgaria        | 7   | 4     | 2      | 13    |
| 2    | Polonia         | 2   | 1     | 3      | 6     |
| 3    | Rusia           | 1   | 2     | 0      | 3     |
| 4    | Turquía         | 1   | 1     | 2      | 4     |
| 5    | Alemania        | 1   | 1     | 0      | 2     |
| 6    | Ucrania         | 1   | 0     | 1      | 2     |
| 7    | Armenia         | 1   | 0     | 0      | 1     |
| 7    | República Checa | 1   | 0     | 0      | 1     |
| 9    | Grecia          | 0   | 3     | 1      | 4     |
| 10   | España          | 0   | 1     | 2      | 3     |
| 11   | Francia         | 0   | 1     | 0      | 1     |
| 11   | Rumania         | 0   | 1     | 0      | 1     |
| 13   | Croacia         | 0   | 0     | 1      | 1     |
| 13   | Eslovaquia      | 0   | 0     | 1      | 1     |
| 13   | Finlandia       | 0   | 0     | 1      | 1     |
| 13   | Letonia         | 0   | 0     | 1      | 1     |
|      | TOTAL           | 15  | 15    | 15     | 45    |